# Asactopholis squamipennis
Asactopholis squamipennis är en skalbaggsart som beskrevs av Hermann Burmeister 1855. Asactopholis squamipennis ingår i släktet Asactopholis och familjen Melolonthidae. Inga underarter finns listade.